# Piccolo Lord
Piccolo Lord (小公子セディ?, Shōkōshi Sedi, lett. "Il piccolo nobile Cedie") è un anime prodotto dalla Nippon Animation nel 1988 in 43 episodi ed ispirato al romanzo per ragazzi Il piccolo Lord di Frances Hodgson Burnett, pubblicato a puntate tra il novembre del 1885 e l'ottobre del 1886. La serie è stata trasmessa per la prima volta in Giappone dalla Fuji Television a partire dal 10 gennaio 1988 e fa parte del progetto "World Masterpiece Theater" ("Sekai Meisaku Gekijo") della stessa "Nippon Animation". In Italia, invece, l'anime ha debuttato su Italia 1 nel 1989, ed è stato in seguito replicato, oltre che sulla stessa emittente, anche su Canale 5, su Boing e su Hiro.

## Trama
Il piccolo Cedric "Ceddie" Errol vive felicemente in un quartiere popolare di New York, circondato dall'affetto dei genitori e da quello dei suoi tanti amici. La felicità del bimbo sembra tuttavia arrestarsi improvvisamente con la prematura morte del padre, ma egli tenta di farsi forza per aiutare la madre in questo difficile momento.
Un giorno la donna riceve la visita inattesa del signor Haversham, legale di fiducia del conte di Dorincourt, giunto a New York dall'Inghilterra per conto del suo padrone. Con sua grande sorpresa, Cedric scopre tutto quello che fino ad allora gli era stato taciuto sulle origini del padre, in realtà figlio minore del conte di Dorincourt, che aveva sposato Annie, la madre di Cedric, contro la volontà del vecchio aristocratico, il quale, furibondo, lo aveva diseredato. Ora, venuto a conoscenza della disgrazia del suo figlio minore e poiché l'altro figlio, Bevis, uomo dalla condotta dissoluta ed immorale, era morto, il conte si era convinto ad accogliere il piccolo Cedric quale suo erede universale nella tenuta dei Dorincourt, in Inghilterra, ed a provvedere altresì al suo mantenimento, nonché alla sua educazione.
Cedric, ora Lord Fauntleroy, detto addio ai suoi più cari amici, si imbarca per l'Inghilterra assieme alla madre per raggiungere il nonno.
L'arrivo porta con sé alcune brutte sorprese: il nonno, reso burbero e scontroso tanto dalla solitudine quanto dai dispiaceri, stabilisce che la madre di Cedric alloggi a Court Lodge, una casa limitrofa al castello del ragazzino, e che non possa andare a trovare il figlioletto, che invece alloggerà nella tenuta con lui. Madre e figlio accettano addolorati la separazione, ed il piccolo Cedric rimane così solo a fronteggiare il severo nobiluomo, armato unicamente del suo candore e della sua innocenza, che, poco a poco, fanno breccia nel cuore impietrito del conte, e tra i due inizia ad instaurarsi un magnifico rapporto d'affetto sincero. Non solo: Cedric riesce anche a persuadere l'anziano nonno a migliorare le precarie condizioni di vita degli abitanti del posto, conquistandosi dunque la loro fiducia ed il loro rispetto.
Tutto sembra procedere per il meglio, quando come un fulmine a ciel sereno arriva una terribile notizia: una donna di nome Minna afferma di aver avuto un figlio dal matrimonio con Bevis poco prima del divorzio da lui, mostrando il certificato di nozze per convincere la gente della veridicità del racconto. Il bambino in questione sarebbe quindi il vero Lord Fauntleroy. Cedric si vede così defraudato dei suoi diritti ereditari, nonostante il nonno tenti in tutti i modi possibili di trovare un cavillo che gli consenta di mantenere l'equilibrio creatosi con l'arrivo di Ceddie.
Quando tutto appare ormai perduto, Dick, un amico di New York di Ceddie, arriva in suo soccorso direttamente dall'America: riconosce infatti in Minna l'ex-moglie di suo fratello, Ben, e nel fantomatico Lord Fauntleroy il loro nipotino, Tom. Smascherato l'imbroglio, Minna viene allontanata dal castello e suo figlio, povera vittima innocente delle circostanze, torna a vivere con il padre in America.
Il futuro si annuncia più felice e sereno che mai: il nonno, ora buono e generoso, si decide finalmente ad accogliere nella tenuta la nuora, prima tanto odiata, e pure ad accollarsi la responsabilità dell'istruzione di Dick. Cedric, nuovamente Lord Fauntleroy, può finalmente godersi la meritata ed agognata spensieratezza, lasciandosi alle spalle una volta per tutte dolori e tristezze del passato.

## Colonna sonora
Sigla iniziale originale
- Bokura no Sedi (ぼくらのセディ?), testo di Michio Yamagami, musica di Kōichi Morita, arrangiamento di Kazuo Ōtani, è cantata da: Hikaru Nishida.

Sigla finale originale
- Dare ka o aisuru tameni (誰かを愛するために?), testo di Michio Yamagami, musica di Kōichi Morita, arrangiamento di Kazuo Ōtani, è cantata da Hikaru Nishida.

Sigla italiana
- Piccolo Lord, testo di Alessandra Valeri Manera, arrangiamento di Carmelo "Ninni" Carucci, è cantata da Cristina D'Avena con la partecipazione dei Piccoli Cantori di Milano.

## Distribuzione

### Edizione italiana
In Italia la serie venne trasmessa su Italia 1 dall'11 settembre 1989 all'interno del programma Bim Bum Bam. In seguito è stato replicato oltre che da Italia 1 anche da Boing e Hiro.

### Edizioni home video
In Italia venne realizzato un film di montaggio di 90 minuti distribuito in VHS dalla Medusa Film nel 1997 per la collana Bim Bum Bam Video.

### Doppiaggio
| Personaggi                        | Voce originale  | Voce italiana      |
| --------------------------------- | --------------- | ------------------ |
| Cedric (Ceddie)                   | Ai Orikasa      | Irene Scalzo       |
| Annie, madre di Cedric            | Tomoko Munakata | Karin Giegerich    |
| James, padre di Cedric            | Shinji Ogawa    | Marco Balzarotti   |
| Melon                             | Sho Saito       | Lia Barbieri       |
| Conte Dorincourt, nonno di Cedric | Takeshi Watabe  | Tony Fuochi        |
| Collen                            |                 | Veronica Pivetti   |
| Hobbs                             | Toshinari Ueda  | Adolfo Fenoglio    |
| Jefferson                         | Kōichi Kitamura | Gianni Bortolotto  |
| Minna                             | Eiko Masuyama   | Caterina Rochira   |
| Wilkins                           | Bin Shimada     | Massimiliano Lotti |
| Jane                              |                 | Jasmine Laurenti   |

## Episodi
| Nº | Titolo italiano Giapponese 「Kanji」 - Rōmaji | In onda           | In onda |
| Nº | Titolo italiano Giapponese 「Kanji」 - Rōmaji | Giapponese        |         |
| 1  | New York è la mia casa 「ニューヨークはぼくの街！」 - nyuyoku habokuno machi ! | 10 gennaio 1988   |         |
| 1  | Cedric è un simpatico bambino che vive a New York con il padre, James, e la madre, Annie. È dolce e generoso, infatti fa tutto il possibile per aiutare il suo più caro amico, Eric, il quale, avendo la madre malata ed il padre in giro per il mondo in cerca di fortuna, è costretto a lavorare nonostante sia ancora un bambino. Un giorno James viene a conoscenza del fatto che suo fratello, che vive in Inghilterra, è morto. Il padre, il conte di Dorincourt, supplica perciò il figlio di raggiungerlo. |                   |         |
| 2  | Ho un nonno! 「ぼくにおじいさんがいた！！」 - bokuniojiisangaita !! | 17 gennaio 1988   |         |
| 2  | Il conte di Dorincourt chiede a suo figlio di recarsi in Inghilterra; egli tuttavia non desidera vedere né il nipote né la nuora Annie. Il conte ha infatti diseredato James in quanto non ha mai approvato il suo matrimonio con Annie, di umili origini. James, vedendo l'entusiasmo di Cedric all'idea di conoscere il nonno, decide di portare con sé la famiglia. Il viaggio però costa parecchio, tanto che James deve chiedere un anticipo sullo stipendio. |                   |         |
| 3  | Il nonno è cattivo? 「おじいさんは悪いひと？」 - ojiisanha warui hito ? | 24 gennaio 1988   |         |
| 3  | Arrivati a Londra, James incontra suo padre, che non vede ormai da dieci anni. L'emozione è forte. Il conte di Dorincourt intende nominare James suo successore, ma, quando James gli chiede di ricevere anche il piccolo Cedric e la moglie, il conte cambia atteggiamento all'improvviso e si rifiuta di incontrarli. |                   |         |
| 4  | Caro nonno... 「ぼくはなにも知らなかった！」 - bokuhananimo shira nakatta ! | 31 gennaio 1988   |         |
| 4  | Tornato in America, James lavora giorno e notte per rifarsi delle spese del viaggio e per dimenticare il male che gli ha procurato suo padre. Cedric, all'oscuro di ogni cosa, scrive al nonno una lettera molto toccante e la consegna al padre. James la spedisce al conte, convinto che la lettera possa rappresentare l'ultima speranza per un'eventuale riconciliazione. James apprende poi dalla governante del padre che il conte non ha letto la lettera del nipotino. Rabbia e dispiacere si impadroniscono di James. |                   |         |
| 5  | Non morire papà! 「死なないで父さん！」 - shina naide tousan ! | 7 febbraio 1988   |         |
| 5  | Il cuore di James è stanco ed affaticato, il dottor Gaston consiglia all'uomo di riposarsi perché potrebbe rischiare molto. Purtroppo le funeste previsioni del dottore si avverano. James è vittima di un violento attacco di cuore e muore, lasciando dunque Cedric ed Annie in preda alla disperazione. |                   |         |
| 6  | Mamma, non piango più! 「母さん、ぼくは泣かないよ！」 - kaasan , bokuha naka naiyo ! | 14 febbraio 1988  |         |
| 6  | Annie e Cedric capiscono che la disperazione non deve avere la meglio di loro; devono anzi continuare a lottare prima di tutto per se stessi, ma anche perché James avrebbe voluto questo. Cedric smette di piangere e, seguendo il consiglio della sua maestra, la signorina Eliza, decide di studiare molto per non creare altre preoccupazioni alla madre. Annie invece, aiutata e confortata dal buon signor Hobbs, trova lavoro come sarta. |                   |         |
| 7  | Proteggerò mammina 「ぼくが母さんを守る！」 - bokuga kaasan wo mamoru ! | 21 febbraio 1988  |         |
| 7  | Dopo la morte di James, Annie è costretta a lavorare tanto e, visto che è molto abile nel cucire, apre una piccola sartoria. Grazie alla pubblicità fattale dal signor Hobbs e da numerose altre persone rimaste soddisfatte del suo operato, un'aristocratica, la signora Coldette, le ordina un importante abito da sera. |                   |         |
| 8  | Mammina è bravissima 「母さんは、絶対に悪くない！」 - kaasan ha , zettai ni waruku nai ! | 28 febbraio 1988  |         |
| 8  | Il vestito cucito da Annie per la signora Coldette è un vero capolavoro, ma la nobildonna si rivela troppo snob per riconoscere la bravura di Annie, così sostiene che l'abito è brutto e che non intende pagarlo. Cedric va su tutte le furie ed attacca l'ingrata signora dandole della bugiarda. |                   |         |
| 9  | La mamma è ammalata 「母さんが・・・・倒れた！」 - kaasan ga .... taore ta ! | 6 marzo 1988      |         |
| 9  | Annie, affaticatasi per confezionare il vestito da sera per la signora Coldette, si sente male ed è costretta a letto per qualche giorno. Cedric vuole fare qualcosa per aiutare sua madre, e decide quindi di chiedere a Dick, il lustrascarpe, di permettergli di lavorare con lui. Proprio mentre sta tentando di imparare il nuovo mestiere, il bambino incontra di nuovo il signor Haversham, che gli dice: "ma non si vergogna, Lord Fauntleroy? ". |                   |         |
| 10 | Non avrete mio figlio 「いやだ！！イギリスなんか行きたくない！」 - iyada !! igirisu nanka iki takunai ! | 13 marzo 1988     |         |
| 10 | Ceddie è sbalordito: perché Haversham lo ha chiamato "Lord Fauntleroy"? Si presenta a casa di Annie l'avvocato, il quale vorrebbe portare Cedric da suo nonno in Inghilterra, affinché costui possa impartirgli un'educazione adeguata per un futuro conte, in quanto unico erede di sua Signoria. Annie, però, memore dei continui maltrattamenti ricevuti dall'aristocratico parente, si rifiuta di lasciare andar via il figlio. |                   |         |
| 11 | Una notizia inattesa 「ウソだ！！ぼくが貴族になるなんて！」 - uso da !! bokuga kizoku ninarunante ! | 20 marzo 1988     |         |
| 11 | Cedric è ancora all'oscuro del suo futuro destino di conte e, quando parla con il signor Hobbs, egli gli racconta di tutti i soprusi che i nobili commettono ai danni della povera gente. Un giorno, per caso, il signor Hobbs, ascoltando le confidenze di Annie al signor Alec, capisce che Cedric è destinato a diventare conte e ne rimane sconvolto. Quando il bambino rientra a casa, l'uomo si scusa con lui per aver parlato sempre male dei nobili e gli rivela la verità. Il bambino, allora, corre dalla mamma a chiedere delucidazioni. |                   |         |
| 12 | New York addio! 「さようなら！！ぼくの街ニューヨーク！」 - sayounara !! bokuno machi nyuyoku ! | 27 marzo 1988     |         |
| 12 | Annie spiega a Cedric che, dal momento che suo padre è morto, il titolo di conte passa a lui, e che il signor Haversham è giunto dall'Inghilterra per portarlo con sé dal nonno. Cedric però si rifiuta di partire da solo e di lasciare sua madre a New York. Il vecchio conte, perciò, manda un telegramma al signor Haversham nel quale autorizza anche la partenza di Annie. Al momento di partire, tutti i loro amici sono radunati al molo per salutare con dispiacere Cedric e sua madre. |                   |         |
| 13 | La separazione 「どうして母さんと離れてくらすの？！」 - doushite kaasan to hanare tekurasuno ?! | 10 aprile 1988    |         |
| 13 | Cedric ed Annie sono in viaggio verso l'Inghilterra. Durante il tragitto tra il porto e la sua nuova dimora, Cedric ha modo di ammirare il paesaggio e gli animali. Il signor Haversham lo informa allora che, trovandosi nella tenuta di suo nonno, il conte, tutto ciò che il bambino vede intorno a sé gli appartiene. Giunti al castello, Cedric viene separato dalla madre ed accompagnato nella sua stanza. Gli verrà spiegato che in quel momento suo nonno non si trova nel castello, mentre lui vede sua madre allontanarsi in carrozza. |                   |         |
| 14 | Un amico a 4 zampe 「猛犬デューガルはぼくの友だち！！」 - mouken deyugaru habokuno tomo dachi !! | 17 aprile 1988    |         |
| 14 | Durante il soggiorno in Inghilterra presso la dimora di suo nonno, il piccolo Cedric viene separato dalla madre perché il conte, che la odia, non ritiene che sia in grado di allevarlo come merita, e così lo affida alle cure della signora Harris, una sua parente che ha una figlia dispettosa ed antipatica, Bridget, e di un esercito di domestici. Cedric naturalmente è molto triste, perché si sente solo senza sua madre e senza i suoi amici. Gli unici che gli mostrano un po' di affetto sono la signora Melon ed il cane Dougal. |                   |         |
| 15 | La fuga 「母さんの悪口は言わないで！！」 - kaasan no warukuchi ha iwa naide !! | 24 aprile 1988    |         |
| 15 | Il piccolo Cedric viene affidato a due insegnanti, che hanno l'incarico di fare di lui un giovane aristocratico. Il bambino, tuttavia, è sempre più triste, sia perché soffre la lontananza da sua madre, sia perché la signora Harris e sua figlia Bridget lo tormentano e non fanno altro che parlare male di Annie, la cui unica colpa è quella di essere americana. È così che un giorno, quando non ne può più, Cedric fugge dal palazzo per andare a raggiungere la madre. |                   |         |
| 16 | Un piacevole incontro 「コッキーはおちゃめな女の子！！」 - kokki haochamena onnanoko !! | 1º maggio 1988    |         |
| 16 | Cedric fugge dal castello per recarsi a Court Lodge a trovare la sua mamma. Nella foresta il bambino si perde, ma ad un tratto incontra una bambina, Collen, con cui fa amicizia. Giunto a casa della bimba, proprio mentre chiede alla nonna di lei di mostrargli la strada per arrivare a Court Lodge scopre che la madre abita lì! I due si abbracciano teneramente. Poco dopo arriva la signora Melon, assai preoccupata per la fuga di Cedric. Annie convince allora il piccolo a non fuggire più senza permesso ma a chiedere alla signora Melon di accompagnarlo a Court Lodge ogni volta che vorrà vederla. Cedric obbedisce e torna al castello assieme alla governante. |                   |         |
| 17 | Il nonno torna da Londra 「うれしい！やっとおじいさんに会える！！」 - ureshii ! yattoojiisanni ae ru !! | 8 maggio 1988     |         |
| 17 | Tornato al palazzo dopo essere scappato per andare a trovare sua madre, il piccolo Cedric viene a sapere che suo nonno sta per rientrare da Londra ed annuncia a tutti che è molto impaziente di conoscerlo. Tuttavia i domestici, la signora Melon e persino padre Mourdant, non condividono l'entusiasmo del bambino, sapendo benissimo che il conte è una persona da temere più che da amare. Haversham, nel frattempo, tenta di convincere il conte che si sbaglia sul conto di Annie e di Cedric, ma il vecchio non vuole sentire ragioni. |                   |         |
| 18 | Nonno, sono Cedric 「おじいさん！ぼくがセディです！！」 - ojiisan ! bokuga sedei desu !! | 15 maggio 1988    |         |
| 18 | Il conte ritorna dal suo viaggio a Londra di pessimo umore ed è molto mal disposto nei confronti di Cedric e di sua madre. Allo scopo di impedirgli di vederla, gli fa trovare la sua stanza piena di giocattoli sperando che in tal modo Cedric si distragga e si dimentichi di sua madre. Questa manovra però sortisce l'effetto opposto, poiché Cedric crede che il nonno sia un uomo molto buono e generoso, e per questo motivo non fa che ringraziarlo e dirgli quanto gli vuole bene. Purtroppo questo suo comportamento ha l'unico risultato di provocare maggior irritazione nel nonno. |                   |         |
| 19 | Il villaggio 「馬に乗れるなんてほんとうに素敵だ！」 - uma ni nore runantehontouni suteki da ! | 22 maggio 1988    |         |
| 19 | Il piccolo Cedric chiede alla sua cameriera, Jane, di portare lui e Collen al villaggio. La ragazza, dopo qualche esitazione, acconsente, e così il bambino ha l'occasione di esplorare il paese con la guida di Collen. È in tal modo che Cedric fa la conoscenza di Peter, un amico di Collen, che lo invita ad andare a pescare con lui. |                   |         |
| 20 | Il pescatore provetto 「おいしい？釣り名人のおくりもの！！」 - oishii ? tsuri meijin nookurimono !! | 29 maggio 1988    |         |
| 20 | Cedric va a pescare con Collen ed il suo nuovo amico Peter, il quale si dimostra un vero esperto in materia: grazie ai suoi insegnamenti, infatti, Cedric pesca delle splendide trote salmonate. Alcune le cede all'amica perché le porti alla sua famiglia (e pure a sua madre Annie). Altre invece le porta a palazzo, affinché il nonno le assaggi, pensando di fare cosa gradita. Ma l'uomo si rifiuta di farlo. |                   |         |
| 21 | Il quadrifoglio 「四ツ葉のクローバーがくれた勇気！」 - shi tsu ha no kuroba gakureta yuuki ! | 5 giugno 1988     |         |
| 21 | Cedric e Jane, una domestica, hanno fatto ormai amicizia, al punto che il bambino convince la ragazza a dargli del tu ed a chiamarlo per nome. Un giorno Cedric esce per andare a trovare Collen. Durante la sua assenza, Bridget rompe per sbaglio un vaso cinese molto prezioso. La bimba è terrorizzata e sua madre la obbliga a non dire alcunché ed a scaricare tutta la colpa su Cedric. Purtroppo mentre Jane scopre il vaso rotto sopraggiunge il conte, che, vedendola china accanto ai cocci, la accusa del misfatto e la licenzia. Quando Cedric, tornato a casa, non vi trova più Jane, va dal nonno per cercare inutilmente di far sì che lei faccia ritorno al castello. Più tardi il bambino incontra Bridget, la quale, oppressa dal pensiero di aver rotto quel vaso, gli racconta la verità. Cedric allora convince la bambina a confessare ogni cosa al nonno. |                   |         |
| 22 | Ceddie fa miracoli! 「セディが起こした奇跡！！」 - sedei ga oko shita kiseki !! | 12 giugno 1988    |         |
| 22 | Cedric e Bridget vanno insieme dal nonno per renderlo partecipe del fatto che a rompere il suo preziosissimo vaso cinese è stata la bambina, e non Jane. Dapprima l'uomo si infuria, ma poi si lascia persuadere dal nipote e premia la sincerità di Bridget con il perdono. Il "miracolo" di Cedric non finisce qui, perché il ragazzino non soltanto riesce ad ottenere dal nonno di far ritornare Jane al castello, ma riesce addirittura a far ridere il vecchio conte, sotto lo sguardo esterrefatto di Jefferson, il maggiordomo. Tornato con Jane al castello, Cedric scopre che Bridget e la signora Harris sono appena partite per Londra, e decide di correre alla stazione insieme a Jane. |                   |         |
| 23 | Una cura per il nonno 「母親には絶対に会わすな！！」 - hahaoya niha zettai ni awa suna !! | 19 giugno 1988    |         |
| 23 | Andando in chiesa una domenica, il piccolo Cedric incontra la madre nonostante il divieto del nonno. Avendo saputo che il conte soffre molto a causa della sua gotta, Annie manda a Cedric la ricetta di un vecchio ma efficace rimedio contro quel disturbo. Non appena legge la lettera Cedric fa preparare il medicamento e lo somministra al nonno, e questo gesto di profondo affetto nei suoi confronti comincia ad intenerire il conte. |                   |         |
| 24 | Una lettera dal signor Hobbes 「おじいさんの嫌いなアメリカ人の手紙！」 - ojiisanno kirai na amerika nin no tegami ! | 26 giugno 1988    |         |
| 24 | Collen porta Cedric a raccogliere uva spina nei boschi; i due bambini ne raccolgono talmente tanta che il piccolo porta una parte del raccolto a suo nonno e sua madre, tramite Collen, affinché ne faccia della marmellata. Quando il conte assaggia l'uva e sente che Annie farà della marmellata, si intenerisce di nuovo nei confronti del nipote e dice alla signora Melon che la proibizione di far incontrare madre e figlio è revocata. |                   |         |
| 25 | Ceddie fa un'opera buona 「未来の名君セディ、初めての仕事！」 - mirai no mei kun sedei , hajimete no shigoto ! | 3 luglio 1988     |         |
| 25 | Il nonno accorda a Cedric il permesso di recarsi a Court Lodge a trovare la mamma ogni volta che vuole. Un giorno però il piccolo rimane al castello perché Annie ha preso degli altri impegni. La donna infatti si reca a casa degli Higgins, contadini poveri e malati, per dar loro aiuto e conforto. Insieme a lei c'è il reverendo Mourdant, che le spiega come il conte intenda sfrattare la famiglia. Per intervenire in loro soccorso il reverendo decide di andare a parlare di persona con il conte. A castello Mourdant trova il nobile insieme al nipote. Cedric, interpellato dal nonno su come si comporterebbe in un caso del genere, interviene a favore di Higgins e scrive una lettera indirizzata a Newick (l'incaricato dal nonno) imponendogli di non sfrattare i poveri contadini. |                   |         |
| 26 | Ceddie cade da cavallo 「落馬！大ケガ！？ぼくが悪いんです！」 - rakuba ! dai kega !? bokuga warui ndesu ! | 10 luglio 1988    |         |
| 26 | Il nonno regala a Cedric un magnifico cavallo bianco, che il piccolo chiama "Piccolo principe". Si impegna al massimo per imparare a cavalcare il più in fretta possibile, anche perché il conte gli ha promesso che faranno delle lunghe cavalcate assieme non appena lui avrà riacquistato dimestichezza con il cavallo. Un giorno però il cavallo si imbizzarrisce e Cedric cade, perdendo conoscenza. Il medico lo visita e constata una piccola escoriazione superficiale sulla gamba del bambino, ma è altresì preoccupato per la febbre del piccolo. Cedric comunque si dimostra molto forte, e nel giro di pochi giorni guarisce, sempre sotto gli occhi vigili del nonno. |                   |         |
| 27 | A passeggio con il nonno 「いつの日かドリンコート伯爵になる！」 - itsuno nichi ka dorinkoto hakushaku ninaru ! | 14 agosto 1988    |         |
| 27 | Finalmente è arrivato il giorno in cui Cedric ed il nonno, come si erano promessi, escono insieme a cavallo. Il conte è talmente impaziente da far addirittura interrompere una lezione di matematica del nipote pur di godersi questa cavalcata con lui. I due passano in mezzo al villaggio, e così il conte scopre che il bambino è benvoluto da tutti, tant'è vero che egli si rivolge amichevolmente a tutti gli abitanti. |                   |         |
| 28 | Il conte gioca con Ceddie 「プレイボール！伯爵対セディ！」 - pureiboru ! hakushaku tsui sedei ! | 21 agosto 1988    |         |
| 28 | È una giornata di pioggia e Cedric e Collen si trovano nelle stalle con Wilkins. Cedric sta costruendo una pallina da baseball, e mentre lo fa spiega a Collen come lanciarla. Anche Wilkins si appassiona al gioco, tanto che i tre, insieme a Jane (sopraggiunta nel frattempo), decidono di crearsi l'attrezzatura necessaria. Il giorno successivo Cedric riesce a coinvolgere il conte nel gioco e lo convince a battere un suo lancio. Dopo un primo tentativo fallito, tra lo stupore generale, il conte riesce a battere un fuori-campo. |                   |         |
| 29 | Il nonno è arrabbiato 「伯爵が怒った！ニューイックを呼べ！！」 - hakushaku ga ikatta ! nyuikku wo yobe !! | 28 agosto 1988    |         |
| 29 | Cedric esce con Wilkins per una passeggiata a cavallo, i due vanno a trovare la madre di Cedric. A loro si aggiunge Collen, che vuole provare ad andare a cavallo. Lungo la strada incontrano un ragazzino ferito, e Cedric non esita un istante a farlo salire in groppa al suo cavallo ed a proseguire a piedi fino alla casa di lui, che si chiama Hartle. Qualche giorno più tardi Cedric e Collen tornano a casa di Hartle per portargli delle medicazioni e qua scoprono che l'abitazione è assai misera e che quando piove dal soffitto scende acqua in più punti. Hartle spiega al bambino che il signor Newick, che dovrebbe occuparsi degli affittuari del conte, non presta la benché minima attenzione alle loro richieste. Cedric perciò torna a casa e convince il nonno a scrivere una missiva a Newick per aiutare la famiglia di Hartle. Uscito Cedric dalla stanza, il conte ha un improvviso scatto d'ira ed ordina a Jefferson di convocare Newick il giorno seguente. |                   |         |
| 30 | Mammina guarisci presto 「母さんの病気はぼくがなおす！」 - kaasan no byouki habokuganaosu ! | 4 settembre 1988  |         |
| 30 | Il conte ha convocato Newick per impartirgli l'ordine di far riparare i tetti ad Earl's Court. Costui però ha pensato di perdere tempo nella speranza che il conte si dimentichi della vicenda. Nel frattempo Annie si reca tutti i giorni nelle case dei poveri di Earl's Court allo scopo di portare loro aiuto e conforto, in particolare ad un'anziana ammalata di nome Lucille. Una volta tornata a casa, sfinita, cade a terra svenuta. |                   |         |
| 31 | Il nonno è un conte buono 「おじいさんは鬼伯爵なんかじゃない！」 - ojiisanha oni hakushaku nankajanai ! | 11 settembre 1988 |         |
| 31 | Annie si è ammalata poiché molto affaticata e Cedric accorre a Court Lodge per starle accanto e darle supporto. Il bambino veglia per un giorno ed una notte interi la mamma, finché il mattino seguente la donna si sveglia senza più la febbre e dunque fuori-pericolo. Cedric si accorge che il tetto della casa di Hartle non è ancora stato sistemato e ne parla con il nonno. |                   |         |
| 32 | Un regalo per mammina 「本当だよ！これ母さんの馬車なんだ！」 - hontou dayo ! kore kaasan no basha nanda ! | 2 ottobre 1988    |         |
| 32 | Cedric è felice perché finalmente il nonno ha deciso di accompagnarlo alla messa. Arrivati in chiesa, tra lo sbigottimento generale di tutti gli abitanti del villaggio, vengono accolti dal reverendo Mourdant. Finita la messa, Cedric ed il conte vengono avvicinati da Higgins, che vuole ringraziare il bambino dell'aiuto accordatogli. Dopo aver fatto ritorno al castello, il nonno decide di donare ad Annie un calessino. |                   |         |
| 33 | Una decisione importante 「奇跡！きまぐれ？伯爵の決意！」 - kiseki ! kimagure ? hakushaku no ketsui ! | 16 ottobre 1988   |         |
| 33 | Cedric va dal nonno affinché egli gli controlli una lettera che vuole inviare al signor Hobbs, in America. In essa il bambino sottolinea di voler molto bene al nonno, ma si lamenta al contempo di non poter stare accanto alla madre. Un giorno il bambino porta il conte nel quartiere di Earl's Court. Il conte resta impressionato dalla situazione di degrado delle abitazioni ed ordina a Newick di avviare i lavori di ricostruzione. |                   |         |
| 34 | Attenta, Collen 「コッキー危ない！崩れ落ちたレンガ！！」 - kokki abuna i ! kuzure ochi ta renga !! | 23 ottobre 1988   |         |
| 34 | Il piccolo Cedric si reca tutti i giorni al villaggio di Earl's Court per aiutare gli abitanti. Intanto il conte, in viaggio per Londra, inizia a riflettere su se stesso e su tutto il male che ha fatto durante la sua vita. |                   |         |
| 35 | Il salvataggio 「助けてセディ！消えたコッキーのなぞ！」 - tasuke te sedei ! kie ta kokki nonazo ! | 30 ottobre 1988   |         |
| 35 | Collen ha scoperto che Newick ed Harrington stanno approfittando della costruzione del villaggio per intascarsi il denaro destinato ai lavori. I due allora rapiscono la ragazzina per impedirle di parlare. Per fortuna Cedric, Peter e gli altri bambini riescono a liberarla con l'aiuto del cane Dougal. |                   |         |
| 36 | Tutti al circo! 「サーカスにつれてって！村の収穫祭」 - sakasu nitsuretette ! mura no shuukakusai | 6 novembre 1988   |         |
| 36 | In occasione della festa del raccolto viene allestita una fiera con un circo. Ceddie vorrebbe andarci con Collen, Peter e gli altri bambini di Earl's Court, ma poiché non tutti si possono permettere di accedervi, in quanto poveri, insieme alla signora Errol decidono di creare attrezzature da baseball e fazzoletti ricamati allo scopo di venderli al mercatino della parrocchia. Dopo averne ricavata una quantità sufficiente di soldi, i bambini possono finalmente godersi lo spettacolo del circo. |                   |         |
| 37 | La nonna 「僕におばあさんがいた！母さんの味方？」 - boku niobaasangaita ! kaasan no mikata ? | 13 novembre 1988  |         |
| 37 | Dopo tantissimi anni, la sorella del conte di Dorincourt, Lady Costance Lorridaile, decide di far visita al fratello, così da poter conoscere anche il piccolo Lord Fauntleroy, che trova subito simpatico e che invita a chiamarla "nonna". Cerca inoltre di far riflettere il conte sul fatto che non si possa separare un bimbo da sua madre, ma il conte rimane inamovibile. Lady Costance va persino dalla signora Annie a chiederle scusa per lo scorretto comportamento di suo fratello. |                   |         |
| 38 | Una notizia da Londra 「危うしセディ！ロンドンからの知らせ！！」 - abunau shi sedei ! rondon karano shirase !! | 20 novembre 1988  |         |
| 38 | La sera, al castello di Dorincourt, si terrà una festa con molti ospiti importanti, della quale però la signora Annie non riceve l'invito. Lady Costance prova ad invitarla, ma senza successo. Al galà parteciperà anche Bridget, figlia della signora Harris, la quale a causa di una malattia non è potuta venire. La bambina insegna a Cedric a ballare per poterlo poi ripetere la sera. Mentre gli ospiti si stanno divertendo, una carrozza si dirige verso il castello a tutta velocità. A bordo c'è l'avvocato Haversham, che porta una brutta notizia: Cedric non è Lord Fauntleroy! |                   |         |
| 39 | Chi è il vero signorino? 「僕はニセモノ？現れたもう一人の若君！」 - bokuha nisemono ? araware tamou hitori no jaku kun ! | 27 novembre 1988  |         |
| 39 | Haversham dà la terribile notizia al conte. Poco tempo prima era giunta a Londra una donna, la quale sosteneva di aver avuto un figlio, Tom, dal suo matrimonio con Bevis, defunto figlio maggiore del conte, e perciò sarebbe questo bambino il legittimo Lord Fauntleroy. Sembra tutto quanto vero, dal momento che esiste anche il certificato di nozze. Il conte è arrabbiatissimo: ormai si è affezionato a Ceddie e non vuole che il figlio di questa donna, il cui nome è Minna, lo rimpiazzi. Questa poi, quando lo va a trovare, si mostra odiosa e maleducata, tanto da suscitare l'ira del conte, che la caccia. |                   |         |
| 40 | Non sono più un lord 「僕は、リトルプリンスじゃない！」 - bokuha , ritorupurinsu janai ! | 4 dicembre 1988   |         |
| 40 | Ormai sembra tutto imminente: Cedric non è il vero Lord Fauntleroy, tutti i giornali ne parlano, e per questo il ragazzino scrive una lettera al signor Hobbs ed agli altri amici in America per raccontare loro l'intera vicenda. Questi, arrabbiati ma allo stesso tempo tristi e preoccupati per la sorte del piccolo Ceddie, gli rispondono per iscritto proponendogli di far ritorno in America assieme alla madre. A questa brutta notizia, tutti gli abitanti di Earl's Court, molto grati per ciò che i due hanno fatto per loro, li fermano, convincendoli a restare. Anche il conte non vuole che Ceddie vada via, tant'è che fa di tutto perché rimanga accanto a lui. Continua nel contempo a rifiutarsi di vedere Minna, che si comporta perennemente in modo sgarbato. |                   |         |
| 41 | Il complotto 「セディが狙われる？！悪女ミンナの陰謀！」 - sedei ga nerawa reru ?! akujo minna no inbou ! | 11 dicembre 1988  |         |
| 41 | Il conte si vede obbligato a riconoscere il nuovo Lord Fauntleroy, altrimenti rischierebbe di finire in tribunale, e di sicuro perderebbe la causa. Intanto Cedric e Collen stanno facendo dei disegni con delle foglie, mentre passa Minna col figlioletto Tom, il quale sembra essere desideroso di unirsi ai loro giochi. La donna, però, contrariata dall'idea di suo figlio, gli tira uno schiaffo e si allontana. Appena informato dell'accaduto, il conte decide di non permettere che Cedric vada in giro da solo, dovrà sempre essere accompagnato da qualcuno: Minna, spazientita dal fatto che lui persista nel non volerla ricevere, potrebbe finire col fare del male a Ceddie, proprio come lo ha fatto al figlio. In più il conte, essendo ormai trascorso tanto tempo, decide finalmente di presentarsi alla signora Annie, la quale si mostra assai gentile e cordiale, al contrario di quanto lui si aspettasse. |                   |         |
| 42 | Il segreto 「ミンナの秘密！アメリカからの電報！」 - minna no himitsu ! amerika karano denpou ! | 18 dicembre 1988  |         |
| 42 | Pare davvero che non ci siano scappatoie: il conte di Dorincourt deve accogliere la signora Minna e suo figlio, Tom, cacciando Cedric dal palazzo, altrimenti lei gli farà causa in tribunale. Ceddie, che ha sentito tutto, per non creare ulteriori problemi al nonno lascia il castello senza avvertirlo e si trasferisce a Court Lodge dalla madre. Il conte viene a conoscenza della fuga di Ceddie e della motivazione che l'ha determinata, e quando Minna e Tom si presentano al castello, presentandoglisi, lui non li vuole ricevere. Nel frattempo, a New York, il signor Hobbs, Dick e Catherine, gli amici americani di Ceddie, vorrebbero avere notizie su di lui, perciò si rivolgono al capo-redattore del giornale per chiedergli se sapesse qualcosa. Purtroppo però quest'ultimo non è in grado di accontentarli, non possiede nulla che riguardi il ragazzino, soltanto una fotografia di Minna e Tom. Dick la osserva e riconosce immediatamente la donna ritratta nella foto! Bisogna urgentemente mettere al corrente il nonno di Cedric. Il signor Hobbs invia un telegramma al conte, il quale, letto il messaggio, ordina al maggiordomo Jefferson di convocarlo al castello. |                   |         |
| 43 | L'erede 「おめでとう！君こそリトルプリンスだ！」 - omedetou ! kun koso ritorupurinsu da ! | 25 dicembre 1988  |         |
| 43 | È arrivato il giorno della nomina ufficiale del nuovo erede della casata dei Dorincourt. Da New York arrivano il signor Hobbs, Dick e suo fratello, Ben. Tutti si recano al palazzo dal conte, che è in loro attesa. Nel salotto, Minna e Tom stanno attendendo il nonno, che entra di lì a breve con Cedric. Prima di nominare l'erede, il conte afferma di voler presentare a Minna una persona, ed invita Hobbs e Dick ad entrare. Appena la donna vede il ragazzo trasalisce: lui sostiene di essere suo cognato! Minna aveva infatti sposato tempo addietro Ben, e da lui aveva avuto un figlio, Tom. Un giorno però, all'insaputa del marito, aveva abbandonato il bambino ed era fuggita in Inghilterra, dove aveva presto sposato Bevis. Alcuni anni più tardi era tornata in America per riprendersi il bambino, e quindi, di nuovo in Inghilterra, aveva fatto credere a tutti che Tom fosse figlio suo e di Bevis. In un primo momento Minna nega ogni cosa, ma all'apparire di Ben, disarmata, si vede costretta a confessare. Lascia quindi il castello, mentre Ben stabilisce di tornare in America insieme al bambino. Adesso sì che è tutto sistemato: Ceddie è ufficialmente l'erede del conte. Quest'ultimo si decide ad accogliere finalmente Annie al palazzo, acconsentendo in tal modo a vivere con loro per sempre. |                   |         |